# ユニス・アブデルハミド
ユニス・アブデルハミド（Yunis Abdelhamid, 1987年9月28日 - ）は、フランス・モンペリエ出身のサッカー選手。ASサンテティエンヌ所属。モロッコ代表。ポジションはDF。

## 経歴

### クラブ
2016年5月15日、ディジョンFCOと3年契約を締結した。
その後、スタッド・ランスに移籍し、2017-18シーズンのリーグ・アン昇格に貢献した。スタッド・ランスではキャプテンに就任し、2019-20シーズンのランスでリーグ・アンにおける最少失点を記録するなど、アクセル・ディサシとコンビを組んで活躍した。
2024年、ASサンテティエンヌに移籍した。

### 代表
アフリカネイションズカップ2017予選のサントメ・プリンシペ代表戦でモロッコ代表デビューを果たす。